# Изреельская долина

Изреельская долина на карте Галилеи

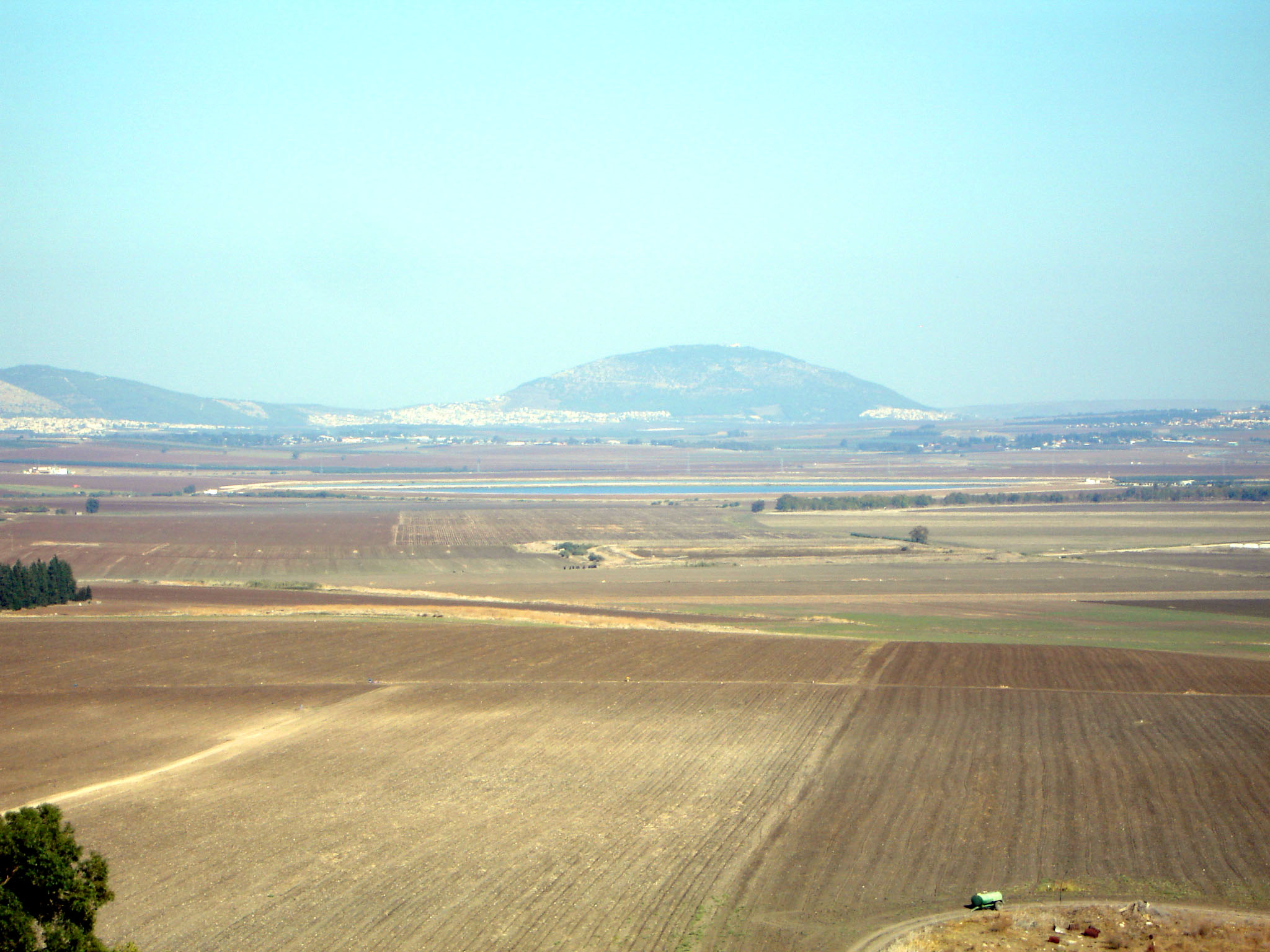
Изреельская долина и гора Фавор

Изрее́льская долина (ивр. עמק יזרעאל‎, Эмек Изрээль; араб. مرج ابن عامر‎, Мардж ибн Амер; также Изреэ́льская долина, Ездрело́нская долина, долина Мегиддо) — долина в Нижней Галилее, Израиль.
Названа по израильскому городу Изреель (буквально — «посеет/засевает Бог»), находившемуся в древности в центре долины. С древнейших времен долина — главное боевое поле библейского Израиля.
Протянулась от горной гряды Кармель на западе до Иордана на востоке, длина около 40 км, максимальная ширина — между горой Кдумим и долиной Дотан (англ. Dothan Valley или Sahl Arraba) — свыше 20 км, вторая по размерам (367 км²) после Иорданской внутренняя долина Израиля. Отделяя горы Галилеи от гор Самарии, образует своего рода распадок между Иорданом и низменностью Хайфского залива. В долине протекает река Харод, впадающая в Иордан, и река Кишон, которая впадает в Хайфский залив Средиземного моря. Большую часть долины занимают очень плодородные сельхозугодья, принадлежащие многочисленным кибуцам, мошавам и нескольким арабским деревням. Крупнейшим населённым пунктом и фактическим городским центром долины является город Афула.
В Ха-Зореа (англ. HaZore'a) в Изреельской долине найдены останки ранних прогрессивных палеоантропов (Ха-Зореа 1 и 3) и Homo erectus (Ха-Зореа 2, 4 и 5). На берегу реки Кишон в Изреельской долине найдено несколько рисунков на кусках известняка возрастом 16,5 — 23 тыс. лет.
В 20 км к юго-востоку от Хайфы находится поселение эпохи раннего халколита Эйн-эль-Джарба, относящееся к культуре Вади Раба (6 тыс. до н. э.).